# Ingrid van Lubek
Ingrid Jeanine van Lubek (Roosendaal en Nispen, 12 de maio de 1971) é uma triatleta profissional neerlandesa. 

## Carreira

### Sydney 2000
Ingrid van Lubek disputou os Jogos de Sydney 2000, terminando em 33º lugar com o tempo de 2:09:29.00. 